# Dunin z Krajowa
Dunin z Krajowa – założyciel linii Duninów modliszewskich, właściciel Woli Wrzeszczowskiej i Krajowa. Wzmiankowany w 1412 r. przez Długosza. Brat podkanclerzego Dominika Dunina ze Skrzyńska. W 1430 r. kupił od Odrowążów Modliszewice, który pozostał przy Duninach do pierwszej połowy XVII w.